# Bragad
Bragad (llamada oficialmente San Mamede de Bragade) es una parroquia española del municipio de Oza-Cesuras, en la provincia de La Coruña, Galicia.

## Entidades de población
Entidades de población que forman parte de la parroquia:
- Braña (A Braña)
- Bouzas (As Bouzas)
- Forte (O Forte)
- O Vieiro
- Parajón (O Paraxón)
- Pardiñas (As Pardiñas)
- Pereiro (O Pereiro)
- Puente (A Ponte)
- San Mamed (San Mamede)
- Soojal (Soxal)

## Demografía
| Gráfica de evolución demográfica de Bragad entre 2000 y 2019 |
|                                                              |
| Datos según el nomenclátor publicado por el INE.             |